# Acedinos
Acedinos fue una aldea situada entre los núcleos urbanos de Fuenlabrada y Getafe (Comunidad de Madrid, España), y fue despoblada a comienzos del siglo XV.

## Historia
El estudio de yacimientos arqueológicos en la zona demuestran la presencia anterior de asentamientos prehistóricos. La aldea medieval se fundaría en torno a los siglos XII o XIII, durante las repoblaciones llevadas a cabo por los reyes castellanos durante la Reconquista. Se cree que el sitio debió deshabitarse entre los años 1413 y 1427. Según el manuscrito de 1427 de Martín Sánchez, el clérigo relata su visita a la iglesia de Acedinos y queda patente que en esa fecha la iglesia está derribada y ya no quedan habitantes en la aldea:
«En 15 días de enero de dicho año el dicho Martín Sánchez tomó cuenta a Juan Alfonso, vecino de Fuenlabrada, mayordomo de la iglesia de Azedinos, la cual está derribada muy gran tiempo y no mora ende ninguno. (...) No hay ornamentos ni posesiones. Esta iglesia está anejada a Polvoranca y el clérigo de Polvoranca es clérigo de ésta.»
La población de Acedinos debió irse desplazando hacia pueblos cercanos como Getafe o Fuenlabrada. Según cuentan los habitantes de Getafe en las Relaciones Topográficas de Felipe II de 1576, la aldea de Acedinos debió despoblarse por las malas condiciones de salubridad del lugar o por la peste:
«(...) cómo se despoblaron los dichos Acedinos y Ayuden y Covanuebles y la Torre de Valcrespín no lo alcanzamos para decir de cierto más de ver los sitios húmedos y malsanos, y algunos antiguos han dicho que por peste y otros que por malsanos, y que de estos lugares se vinieron a este pueblo, y que así subió en vecindad.»
En la actualidad no se conserva ningún resto en pie del antiguo poblado.